# Stephan Paul
Stephan Paul (* 13. September 1963 in Dortmund) ist ein deutscher Wirtschaftswissenschaftler. 
Von 1982 bis 1987 studierte Paul Wirtschaftswissenschaft an der Ruhr-Universität Bochum. Nach Promotion und Habilitation am Lehrstuhl von Joachim Süchting bekam er 1999 einen Ruf an die Universität Hannover. 
Seit 2000 ist er Inhaber des Lehrstuhls für Finanzierung und Kreditwirtschaft der Ruhr-Universität Bochum. Ein Hauptansatz Pauls ist die Analyse von Finanzmärkten mithilfe von neoklassischen Modellen.
Außerdem betreibt er einen Podcast namens „paul am puls“, in dem er mit Professoren, aber auch mit Entscheidungsträgern wie Tom Buhrow, über aktuelle Themen im Kontext von wirtschaftlichen Wandlungsprozessen spricht.

## Werke (Auswahl)
- Stephan Paul et al.: Bankpolitik: Eine marktorientierte Einführung, Schäffer-Poeschel Verlag, 2024, ISBN 978-3-791-04633-4
- Stephan Paul et al.: Unternehmerische Finanzierungspolitik: Eine wertorientierte Einführung, Schäffer-Poeschel Verlag, 2017, ISBN 978-3-791-03086-9